# لیتل فالز (مینه‌سوتا)
لیتل فالز  (به انگلیسی: Little Falls) شهری در شهرستان موریسون ایالت مینه‌سوتا در کشور ایالات متحده آمریکا است که جمعیت آن در سرشماری سال ۲۰۱۰ میلادی، ۸۳۴۳ نفر بوده‌است.